# Kylo Ren
Kylo Ren, născut Ben Solo, este un personaj fictiv din filmul Războiul stelelor. Părinții săi sunt Han Solo și Leia Organa, sora lui Luke Skywalker.